# Hispanic Society of America
La Hispanic Society of America és un museu i biblioteca per l'estudi de les arts i cultures d'Espanya, Portugal, i Llatinoamèrica fundada el 1904 per Archer Milton Huntington. Institució lliure i oberta al públic, la seva seu original es troba a l'edifici Beaux Arts a Audubon Terrace (al carrer 155è de Broadway) al barri de Washington Heights dins el borough de Manhattan de la Ciutat de Nova York, Estats Units. El lloc va ser designat com a fita Nacional Històrica el 2012.
L'abril de 2015 la Societat va anunciar l'anomenament de Philippe de Montebello per presidir el Board of Overseers i ser punta de llança per doblar la mida del museu i renovar l'ara vacant edifici adjacent de Belles Arts, seu anterior del Museu de l'Indi americà.
L'escultura exterior de la societat inclou obra d'Anna Hyatt Huntington i nou alleujaments importants de l'escultor suís-americà Berthold Nebel, realitzades en deu anys.
El 2017 fou guardonat amb el Premi Princesa d'Astúries de Cooperació Internacional.
L'any 2017 va tancar les portes per poder-hi dur a terme una profunda renovació. La reobertura és prevista per a l'any 2019. Mentrestant, una mostra dels seus fons s'ha presentat al Museu del Prado (2017)

## Col·leccions de museu

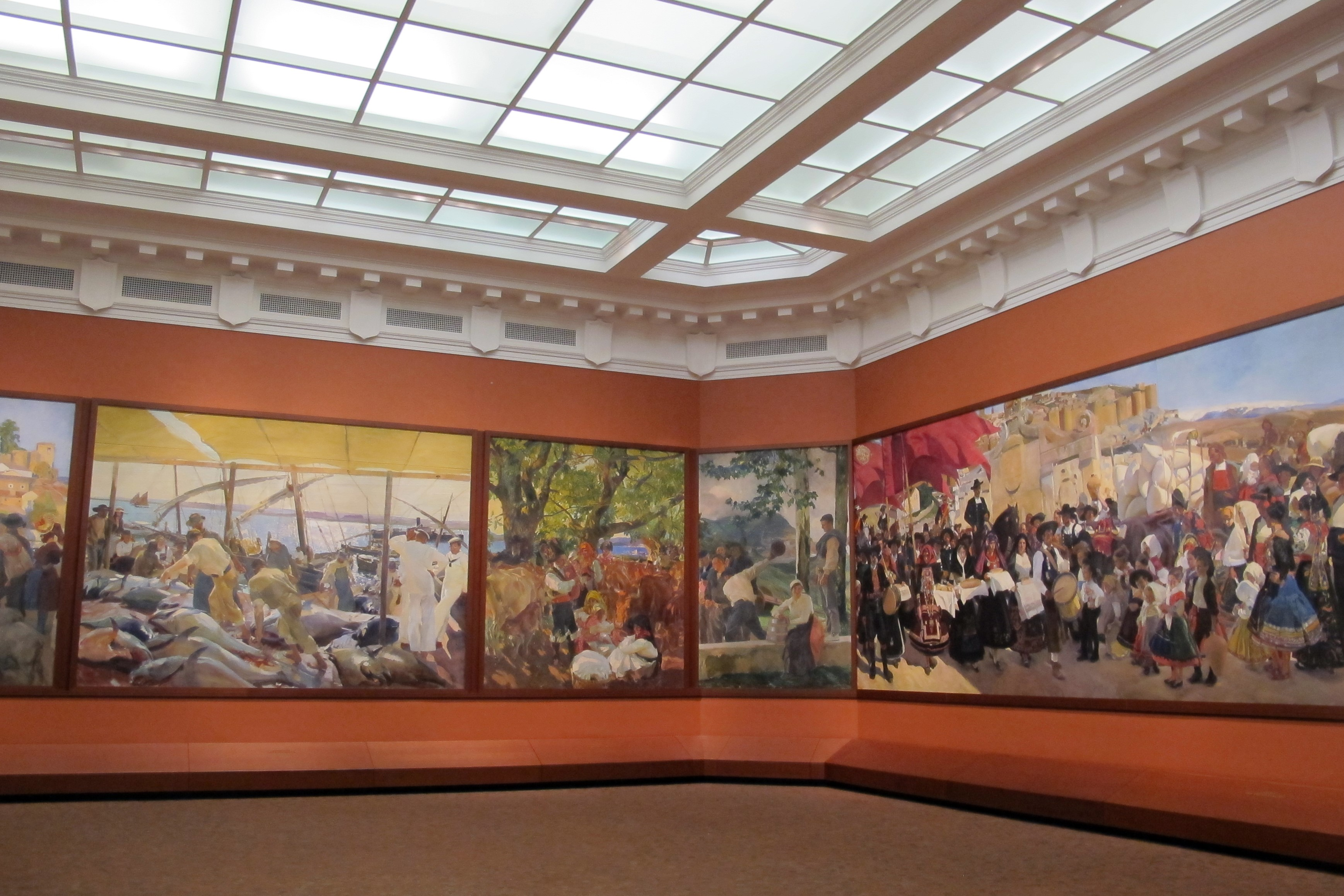
Sala on es troba l'obra Visió d'Espanya de Joaquim Sorolla

El museu conté obres de Diego Velázquez, Francisco de Goya, El Greco, i Joaquim Sorolla i Bastida, entre d'altres.
Un component important d'aquest museu és la sala Sorolla que fou reinstal·lada el 2010. Mostra les 14 pintures de gran format anomenades Visió d'Espanya, que Sorolla va realitzar de 1911 a 1919, per un encàrrec d'Archie Huntington. Aquestes pintures envolten la sala i descriuen escenes de diversos llocs de la península ibèrica (13 d'Espanya i un de Portugal).
La biblioteca de llibres rars manté 15.000 llibres impresos abans de 1700, incloent una primera edició d'El Quixot. També disposa del manuscrit Llibre Negre d'Hores Horae Beatae Virginis Mariae ad usum Romanum (c. 1458), un dels pocs exemplars existents.